# Silniční most u Rrogozhinë
Silniční most u Rrogozhinë se nachází ve střední Albánii, překonává řeku Shkumbin. Most byl původně vybudován v roce 1937 po vzoru několika dalších obdobných staveb, např. Milotského mostu.
Výstavbu mostu předvídal dokument o italské pomoci Albánii z roku 1924, kde bylo zamýšleno vybudování přemostění na úseku Lushnjë-Fier.
Nápadný železobetonový most měl čtyři bílé oblouky a posazen byl na čtyřech pilířích. Sloužil pro silniční dopravu ze střední Albánie (Tirana, Durrës) směrem na jih (Berat, Fier, Vlora). Byl dokončen v roce 1937.
Most však nesloužil příliš dlouho; v závěru druhé světové války byl zničen sabotáží albánských partyzánů s pomocí britského operativce Davida Smileyho. Zničeny byly tři ze čtyř oblouků mostu a dochovaly se pouze dva pilíře. Po skončení války byl most obnoven ve zcela jiné podobě za pomoci mládežnických brigád pod vedením albánské strany práce. Přibyl k němu i most železniční, který je součástí trati Rrogozhinë–Fier.